# Charles L. Grant
Charles Lewis Grant, född 12 september 1942 i Newark, New Jersey, död 15 september 2006, var en amerikansk fantasyförfattare, belönades 1976 med Nebulapriset för novellen A Crowd of Shadows och 1978 för långnovellen A Glow of Candles, A Unicorn's Eye.